# Centrul alpin Rosa Hutor
Centrul alpin Rosa Hutor (în rusă Горнолыжный центр Роза Хутор) este o stațiune turistică alpină aflată în sudul Rusiei în Munții Caucaz de vest și cuprinde platoul Rosa Hutor de lângă Krasnaia Poliana. Aflat în construcție din 2003 și până în 2011, acesta va fi locul de desfășurare al probelor de schi alpin atât la Jocurile Olimpice de iarnă din 2014 cât și la Jocurile Paralimpice. Complexul se află la 40 de km de Soci.

## Caracteristici

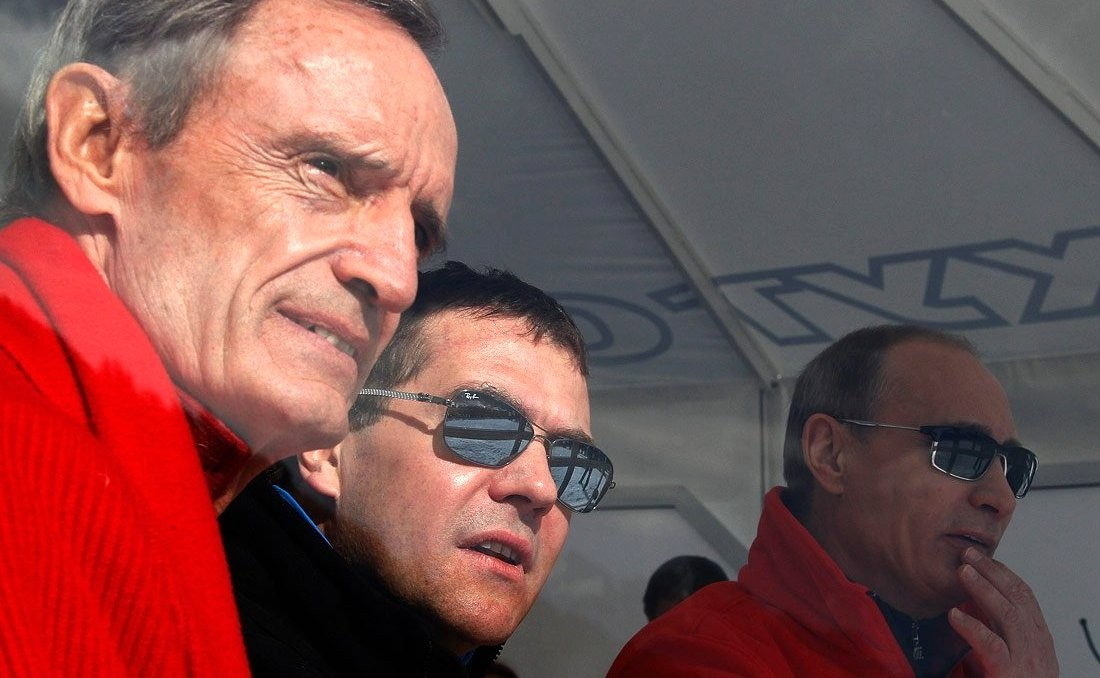
Campionul la schi Jean-Claude Killy, Dmitri Medvedev și Vladimir Putin la probele Cupei Europei la Rosa Hutor în februarie 2011

Centrul alpin Rosa Hutor este situat pe Muntele Aibiga. Asigură infrastructura pentru probele de schi alpin, respectiv coborâre, combinată, slalom uriaș și slalom super-uriaș. Are o capacitate de 7.500 de locuri și a fost construit între 2003 și 2011. Centrul alpin Rosa Hutor a găzduit Cupa Mondială alpină pentru curse în pantă și super-combinată, atât pentru bărbați, cât și pentru femei, în februarie 2012, cu doi ani înainte de Jocurile Olimpice. Primele evenimente de testare au avut loc în februarie 2011, în circuitul Cupei Europene.
În decembrie 2010 s-au pus în funcțiune patru telescaune: Olympia, de la 560 la 1150 metri altitudine; Zapovedny Liès de la 1150 la 1340 metri altitudine; Kavkazski Express de la 1340 la 2320 metri altitudine și o rețea de telescaune Voltchia Skala de la 940 la 1360 metri altitudine. Pista are 38 de kilometri lungime. Centrul alpin cuprinde și Parcul extrem Rosa Hutor unde se vor desfășura probele de snowboard și schi acrobatic la Jocurile Olimpice de iarnă din 2014. Spectatorii vor beneficia de 18 transporturi pe zi (10.500 persoane zilnic) la viteză medie de 6 m/s pe distanța de 80 km.